# Ubangi
Ubangi je řeka ve Střední Africe, největší pravý přítok řeky Kongo. Protéká po hranici Demokratická republika Kongo se Středoafrickou republikou a Republikou Kongo. Je od pramene Uele 2 300 km dlouhá (podle jiných zdrojů 2 500 km). Povodí má rozlohu 772 800 km².

## Průběh toku
Vzniká soutokem řek Uele a Mbomu. Teče v široké dolině převážně uprostřed hustých vlhkých tropických lesů. Nad městem Bangui protéká peřejemi. Na dolním toku dosahuje šířky 4 km a při soutoku s Kongem vytváří deltu širokou 12 km.

## Vodní režim
Vzestup hladiny nastává v období letních dešťů. Nejvyšší úrovně dosahuje v říjnu a nejnižší v březnu. Průtoky vody na dolním toku se pohybují od 2 000 do více než 15 000 m³/s (průměrný roční průtok je 5 000 m³/s).

## Využití
Splavná je od místa, kde vtéká do města Bangui (650 km), při nejvyšším stavu vody od soutoku zdrojnic.